# Блер Волдорф
Блер Волдорф (англ. Blair Cornelia Waldorf) — головна персонажка американського телесеріалу «Пліткарка», представлена в серії романів, а також в адаптованому серіалі і манзі. Описана як «екстремальна дівчина», створена Сесілією фон Зігесар, в серіалі її втілила американська акторка Лейтон Містер. Життя Блер Волдорф та інших героїв серіалу знаходиться під постійним наглядом таємничої блогерки під ніком «Пліткарка».
Близькі люди називають Блер  Бі, інші називають Королевою Бі , оскільки вона має характер, будучи людиною, котра звикла отримувати, що хоче.

## Біографія
Батьки Блер — Елеонор і Гарольд Волдорф, розлучилися. Батько пішов з сім'ї до 30-річного чоловіка-моделі, а мати пізніше одружилася з юристом-євреєм Сайрусом Роузом. Сім'я Блер заможна. Вони мешкають в елітному районі Нью-Йорка. Мати Блер — знаменита дизайнерка одягу.